# فريدريك كوبلستون
فريدريك تشارلز كوبلستون (بالإنجليزية: Frederick Charles Copleston)
ولد في 10 أبريل 1907 ومات في 3 فبراير 1994.كان كاهنا يسوعيا وفيلسوفا ومؤرخا للفلسفة، اشتهر بمجلداته المؤثرة «تاريخ الفلسفة A History of Philosophy» (1946-1975). حقق كوبليستون درجة من الشعبية في وسائل الإعلام بمناقشته وجود الله مع برتراند راسل في إذاعة بي بي سي عام 1948. وفي العام التالي ناقش الوضعية المنطقية ومعنى اللغة الدينية مع صديقه الفيلسوف التحليلي A. J. Ayer.

## حياته
ولد فريدريك تشارلز كوبليستون في 10 أبريل 1907 بالقرب من تونتون، سومرست، إنجلترا.وقد نشأ في العقيدة الأنجليكانيه. عمه ريجينالد ستيفن كوبليستون، كان أسقف الانجليكانية في كلكتا، وعمه الآخر، إرنست كوبليستون، كان أسقف كولومبو. تلقى كوبلستون تعليمه في كلية مارلبورو من 1920 إلى 1925.في سن الثامنة عشرة، تحول إلى الإيمان الكاثوليكي الروماني، مما تسبب في ضغوط كبيرة لعائلته. ساعده والده-على الرغم من اعتراضاته- على استكمال دراسته في كلية سانت جون في أكسفورد، حيث درس من 1925 إلى 1929. تخرج من جامعة أكسفورد في عام 1929 بعد أن حصل على المركز الثالث في الكلاسيكية والثاني في الفلسفة.
في عام 1930، أصبح كوبليستون يسوعيا. بعد دراسته في الجمعية اليسوعية في روهامبتون لمدة عامين، عاد للعيش في هيثروب، حيث تم تعيينه كاهنا يسوعيا في كلية هيثروب عام 1937 .سافر إلى ألمانيا لاستكمال تدريبه في عام 1938، وعاد إلى بريطانيا قبل اندلاع الحرب في عام 1939. يهدف كوبيليستون في الأصل إلى دراسة الدكتوراه في الجامعة الغريغورية في روما، ولكن الحرب جعلت ذلك من المستحيل في وقته. بدلا من ذلك، قبل عرضا للعودة إلى كلية هيثروب لتعليم تاريخ الفلسفة إلى اليسوعيين القلة هناك.
أثناء تدريسه في كلية هيثروب، بدأ كوبليستون في كتابة مجلدات «تاريخ الفلسفة» (1946-1975)، وهو كتاب يقدم روايات واضحة عن الفلسفة القديمة والقرون الوسطى والحديثة. ومازال يحظى باحترام كبير.وقد وصفه تاريخ كوبلستون بأنه «إنجاز ضخم». خلال بقية حياته الأكاديمية،
قبل كوبليستون عددا من الأدوار الفخرية، بما في ذلك أستاذ زائر في الجامعة البابوية الغريغورية في روما، حيث يمضى ستة أشهر من كل عام يلقي محاضرات من عام 1952 إلى 1968. حصل في عام 1970 على الزمالة في الأكاديمية البريطانية (فبا)، وفي عام 1972 حصل على درجة أستاذ من كلية هيثروب، منذ إعادة تأسيسها من قبل جامعة لندن. وحصل على درجة زميل فخري في كلية سانت جون، أكسفورد في عام 1975.
بعد تقاعده رسميا في عام 1974 واصل يحاضر من عام 1974 إلى عام 1982. كان كوبليستون أستاذ زائر في جامعة سانتا كلارا.وألقى محاضرات جيفورد في جامعة أبردين من عام 1979 إلى عام 1981 التي نشرت في كتاب Religion and the One.. يسعى من خلال هذه المحاضرات "التعبير عن مواضيع قديمة في تفكيره وشخصية أكثر مما كان عليه في تاريخه.في نهاية حياته، حصل كوبليستون على الدكتوراه الفخرية من عدة مؤسسات، بما في ذلك جامعة سانتا كلارا، كاليفورنيا، جامعة أوبسالا، وجامعة سانت اندروز.
عرضت على كوبليستون عضوية في المعهد الملكي للفلسفة وفي جمعية أرسطو. وفي عام 1993 حصل على رتبة الإمبراطورية البريطانية.
توفي كوبلستون في 3 شباط / فبراير 1994 في مستشفى سانت توماس في لندن، عن عمر يناهز 86 عاما.

## إسهاماته
بالإضافة إلى كتابه تاريخ الفلسفة (1946-1975)، كان أحد أهم مساهمات كوبليستون في الفلسفة الحديثة عمله على نظريات القديس توماس الأكويني. حاول توضيح الطرق الخمسه من الأكويني (في الخلاصة اللاهوتية) عن طريق التمييز بين الأسباب الشديدة وفي الأسباب الأساسية. من خلال القيام بذلك، يوضح كوبليستون أن الأكويني أراد أن يضع مفهوم الله في كل مكان بدلا من كونه يمكن أن يكون قد اختفى بعد وضع سلسلة من الاسباب والنتيجة في الحركة.